# Нуржанкорган
Нуржанкорган (каз. Нұржанқорған) — село в Сайрамском районе Туркестанской области Казахстана. Входит в состав Арысского сельского округа. Находится примерно в 17 км к северо-западу от районного центра, села Аксукент. Код КАТО — 515237200.

## Население
В 1999 году население села составляло 1630 человек (838 мужчин и 792 женщины). По данным переписи 2009 года, в селе проживал 2221 человек (1153 мужчины и 1068 женщин).